# Corentin Moutet
Corentin Moutet (Neuilly-sur-Seine, 19 aprile 1999) è un tennista francese. In singolare ha perso due finali del circuito ATP, ha vinto sette titoli Challenger e ha raggiunto il 41º posto della classifica ATP nell'agosto 2025. Il miglior risultato nelle prove del Grande Slam è stato il quarto turno raggiunto agli US Open 2022 e al Roland Garros 2024.

## Carriera

### 2020 - 2021: prima finale ATP
All'esordio stagionale del 2020 supera le qualificazioni all'ATP di Doha e raggiunge la semifinale eliminando nell'ordine nell'ordine Tennys Sandgren, Milos Raonic e Fernando Verdasco. Sconfigge quindi a sorpresa la testa di serie nº 1 Stan Wawrinka e, alla sua prima finale nel circuito maggiore, perde contro Andrey Rublev con il punteggio di 2-6, 6-7. A fine torneo porta il best ranking ATP alla 70ª posizione mondiale. Il mese successivo raggiunge i quarti di finale all'ATP di Córdoba e viene eliminato da Andrej Martin. Si spinge per la prima volta fino al terzo turno in una prova dello Slam agli US Open dove viene sconfitto da Félix Auger-Aliassime; nell'inedito Roland Garros autunnale, disputato in ottobre a causa della pandemia di Covid-19, perde 18-16 al quinto set del match di primo turno contro Giustino.
Apre la stagione 2021 al Murray River Open dove riesce a raggiungere la semifinale eliminando Dimitrov ai quarti; è di nuovo Auger-Alassime ad interrompere la sua corsa al titolo. Un altro canadese, Raonic, lo elimina al secondo turno degli Australian Open torneo nel quale aveva ottenuto la prima vittoria nel primo turno contro Millman. I migliori risultati di stagione li ottiene sulla terra battuta, disputando gli ottavi a Barcellona e poi i quarti all'Estoril. Scarsi i risultati nella parte finale di stagione, al punto di scivolare vicino alla centesima posizione del ranking.

### 2022: ottavi agli US Open e 51º nel ranking
Nel secondo dei tornei disputati ad Adelaide in apertura di stagione, pur provenendo dalle qualificazioni, si spinge fino alla semifinale superando Struff, Fucsovics e Monteiro prima di perdere il confronto con il connazionale Rinderknech. Agli Australian Open conferma il secondo turno ottenuto l'anno precedente uscendo al quinto set contro Korda poi, uscito dai primi cento del ranking, disputa, senza grandi risultati alcuni Challenger fino al Roland Garros dove batte un Wawrinka al rientro dall'infortunio e poi incrocia il futuro vincitore dello Slam Nadal. Vince per la seconda volta il titolo al Challenger di Lione, già vinto nel 2019, quinto trofeo di catecoria in carriera.
Il miglior risultato dell'anno arriva agli US Open dove viene prima sconfitto nel turno decisivo delle qualificazioni e viene ripescato in virtù della mancata partecipazione di Novak Đoković, impossibilitato a entrare negli Stati Uniti in ottemperanza alle restrizioni previste per chi si rifiuta di sottoporsi agli obblighi vaccinali. Ritrova nel primo turno Wawrinka, che è costretto al ritiro nel secondo set, con le vittorie in quattro set su Van de Zandschulp e Cachin arriva a disputare per la prima volta un quarto turno in uno Slam; a estrometterlo dal torneo è il nº 7 del mondo Casper Ruud. A fine stagione si impone nel Challenger di Stettino, mentre al Masters 1000 di Parigi supera le qualificazioni, sconfigge Borna Ćorić e Cameron Norrie e viene eliminato negli ottavi dal nº 5 del mondo Tsitsipas.Chiude la stagione con il nuovo miglior ranking alla 51ª posizione mondiale.

### 2023: intervento al polso e settimo titolo Challenger
Apre la stagione agli Australian Open e perde per il terzo anno consecutivo al secondo turno, stavolta contro Francisco Cerúndolo. In seguito è costretto a un lungo stop per un intervento al polso destro; torna alle competizioni nei Masters 1000 di Madrid e Roma, perdendo in entrambi al primo turno. Al Roland Garros elimina Cazaux e perde al secondo turno contro Andrej Rublëv. Il primo quarto di finale dell'anno arriva sull'erba di Maiorca dove batte O'Connell e Carballes Baena prima di essere eliminato da Mannarino. Anche a Wimbledon esce al secondo turno, mentre agli US Open perde al debutto contro Andy Murray, perde i punti conquistati con gli ottavi dell'anno precedente ed esce dalla top 100. Nei tornei successivi non consegue risultati di rilievo e gioca quindi prevalentemente tornei Challenger negli ultimi mesi dell'anno. Conquista il settimo trofeo di categoria a Helsinki battendo in finale Nagal e a fine stagione è 133º nel ranking ATP.

### 2024: ottavi al Roland Garros, rientro in top 100
Rinuncia alla stagione australiana e conquista il primo accesso ad un tabellone di un torneo ATP superando le qualificazioni al 500 di Rio, e cede al primo turno contro il vincitore del torneo Báez. Sempre dalle qualificazioni accede al torneo di Santiago; con le vittorie su Carballes Baena, Tirante e sul nº 22 del mondo Jarry torna a disputare una semifinale ATP oltre due anni dopo quella giocata ad Adelaide; viene sconfitto da Tabilo per 7-5 al terzo set. Riconquista la top 100 qualificandosi a Monte Carlo, dove perde contro Popyrin al primo turno, raggiungendo i quarti a Bucarest e superando le qualificazioni anche a Madrid, dove è Shang Juncheng a batterlo in tre set dopo quasi quattro ore di gioco.
Anche a Roma supera le qualificazioni ed elimina Safiullin, mentre al secondo turno raccoglie solo quattro giochi contro il nº 1 del mondo Đoković. Al Roland Garros batte di nuovo Jarry al primo turno, poi Ševčenko e Ofner; accede così per la seconda volta in carriera, la prima a Parigi, agli ottavi in uno Slam e viene sconfitto dal nº 2 del mondo Jannik Sinner in quattro set. Non gioca a Wimbledon e, al suo debutto olimpico ai Giochi di Parigi, esce al terzo turno per mano di Tommy Paul. Dopo una serie di risultati negativi, si riscatta nell'ultimo impegno stagionale con la vittoria sul top 40 Jan-Lennard Struff al secondo turno dell'ATP 250 di Metz, e perde la semifinale contro Cameron Norrie in due set.

### 2025: una finale e due semifinali ATP, 41º nel ranking
All'esordio stagionale elimina il nº 24 del mondo Popyrin al primo turno degli Australian Open 2025, raggiunge per la prima volta il terzo turno ed esce di scena per mano di Learner Tien. Vince in totale un solo incontro nei tre tornei ATP disputati in Sud America su terra battuta. Esce al secondo turno sia all'Indian Wells Open, dopo aver eliminato il top 40 Jordan Thompson, che al Miami Open. Supera le qualificazioni al Monte Carlo Masters grazie al successo su David Goffin ed esce al primo turno. Torna a mettersi in luce agli Internazionali d'Italia raggiungendo per la prima volta il quarto turno in un Masters 1000 con le vittorie sul nº 22 del mondo Ugo Humbert e sul nº 10 Holger Rune, primo top 10 sconfitto in carriera. Viene eliminato dal nº 5 del mondo Jack Draper dopo aver vinto il primo set. Eliminato al secondo turno al Roland Garros, ai Queen's Club Championships sconfigge il nº 4 del mondo Taylor Fritz ed esce di nuovo al secondo turno. Dopo oltre cinque anni, raggiunge la sua seconda finale ATP al Mallorca Open con il successo in semifinale sulla testa di serie nº 3 Alex Michelsen e cede in due set a Tallon Griekspoor.
Disputa la sua prima semifinale in un torneo ATP 500 al Washington Open, nel quale entra come lucky loser, sconfiggendo nei quarti Daniil Medvedev. Perde in due set contro il vincitore del torneo Alex de Minaur e dopo oltre due anni e mezzo ritocca il miglior ranking portandosi alla 46ª posizione mondiale. Sale alla 41ª dopo i secondi turni raggiunti ai Masters 1000 di Toronto e Cincinnati.

## Statistiche

### Singolare

#### Finali perse (2)
| Legenda              |
| Grande Slam (0)      |
| ATP Tour Finals (0)  |
| ATP Masters 1000 (0) |
| ATP Tour 500 (0)     |
| ATP Tour 250 (2)     |

| N. | Data            | Torneo                         | Superficie | Avversario in finale | Punteggio   |
| 1. | 11 gennaio 2020 | Qatar Open, Doha               | Cemento    | Andrey Rublev        | 2-6, 6(3)–7 |
| 2. | 28 giugno 2025  | Mallorca Championships, Calvià | Erba       | Tallon Griekspoor    | 5–7, 6(3)–7 |

### Tornei Challenger

#### Singolare

##### Vittorie (7)
| N. | Data              | Torneo                           | Superficie  | Avversario in finale | Punteggio        |
| 1. | 29 ottobre 2017   | Brest Challenger, Brest          | Cemento (i) | Stefanos Tsitsipas   | 6-2, 7–6(8)      |
| 2. | 16 settembre 2018 | Istanbul Challenger, Istanbul    | Cemento     | Quentin Halys        | 6-3, 6-4         |
| 3. | 10 febbraio 2019  | Chennai Open Challenger, Chennai | Cemento     | Andrew Harris        | 6-3, 6-3         |
| 4. | 16 giugno 2019    | Open de Lyon Challenger, Lione   | Terra rossa | Elias Ymer           | 6-4, 6-4         |
| 5. | 12 giugno 2022    | Open de Lyon Challenger, Lione   | Terra rossa | Pedro Cachín         | 6-4, 6-4         |
| 6. | 18 settembre 2022 | Szczecin Open, Stettino          | Terra rossa | Dennis Novak         | 6-2, 6(5)–7, 6-4 |
| 7. | 12 novembre 2023  | Tali Open, Helsinki              | Cemento (i) | Sumit Nagal          | 6-3, 3-6, 6-2    |

##### Finali perse (2)
| N. | Data           | Torneo                           | Superficie  | Avversario in finale | Punteggio      |
| 1. | 14 luglio 2018 | Båstad Challenger, Båstad        | Terra rossa | Pedro Martínez       | 6(5)–7, 4-6    |
| 2. | 19 maggio 2019 | Samarkand Challenger, Samarcanda | Terra rossa | João Menezes         | 6(2)–7, 6(7)–7 |

## Risultati in progressione
| Sigla | Risultato               |
| ----- | ----------------------- |
| V     | Vincitore               |
| F     | Finalista               |
| SF    | Semifinalista           |
| O     | Oro olimpico            |
| A     | Argento olimpico        |
| SF    | Bronzo olimpico         |
| QF    | Quarti di Finale        |
| 4T    | Quarto turno            |
| 3T    | Terzo turno             |
| 2T    | Secondo turno           |
| 1T    | Primo turno             |
| RR    | Round Robin             |
| LQ    | Turno di qualificazione |
| A     | Assente                 |
| ND    | Non disputato           |

| Legenda superfici    |
| -------------------- |
| Cemento              |
| Terra battuta        |
| Erba                 |
| Superficie variabile |

### Singolare
| Tornei Grande Slam         |     |     |               |               |               |               |     |               |               |     |     |       |
| Australian Open, Melbourne | A   | A   | A             | 1T            | Q1            | 1T            | 2T  | 2T            | 2T            | A   | 3T  | 5-6   |
| Roland Garros, Parigi      | Q1  | A   | Q1            | 2T            | 3T            | 1T            | 1T  | 2T            | 2T            | 4T  |     | 8-7   |
| Wimbledon, Londra          | A   | A   | A             | A             | 2T            | ND            | 1T  | A             | 2T            | A   |     | 2-3   |
| US Open, New York          | A   | A   | A             | 1T            | 1T            | 3T            | 2T  | 4T            | 1T            | 1T  |     | 6-7   |
| Vittorie-Sconfitte         | 0-0 | 0-0 | 0-0           | 1-3           | 3-3           | 2-3           | 2-4 | 5-3           | 3-4           | 3-2 | 2-1 | 21-23 |
| Giochi Olimpici            |     |     |               |               |               |               |     |               |               |     |     |       |
| Giochi Olimpici            | ND  | A   | Non disputati | Non disputati | Non disputati | Non disputati | A   | Non disputati | Non disputati | 3T  | ND  | 0-0   |
| Vittorie-Sconfitte         | ND  | 0-0 | Non disputati | Non disputati | Non disputati | Non disputati | 0-0 | Non disputati | Non disputati | 1-1 | ND  | 1-1   |

## Vittorie contro giocatori top 10
| Stagione | 2025 | Totale |
| Vittorie | 2    | 2      |

| #    | Giocatore    | Rank | Torneo                             | Superficie  | Turno | Punteggio           |
| ---- | ------------ | ---- | ---------------------------------- | ----------- | ----- | ------------------- |
| 2025 |              |      |                                    |             |       |                     |
| 1.   | Holger Rune  | 10   | Internazionali d'Italia, Roma      | Terra rossa | 3T    | 7-5, 5-7, 7-6(4)    |
| 2.   | Taylor Fritz | 4    | Queen's Club Championships, Londra | Erba        | 1T    | 6(5)-7, 7-6(7), 7-5 |